# Torneo Godó 2001 - Qualificazioni doppio
Le qualificazioni del doppio  del Torneo Godó 2001 sono state un torneo di tennis preliminare per accedere alla fase finale della manifestazione. I vincitori dell'ultimo turno sono entrati di diritto nel tabellone principale. In caso di ritiro di uno o più giocatori aventi diritto a questi sono subentrati i lucky loser, ossia i giocatori che hanno perso nell'ultimo turno ma che avevano una classifica più alta rispetto agli altri partecipanti che avevano comunque perso nel turno finale.
Le qualificazioni del doppio del torneo Torneo Godó 2001 prevedevano 8 coppie partecipanti di cui 2 sono entrate nel tabellone principale.

## Teste di serie
1. Albert Portas /  German Puentes-Alcaniz (Qualificati)
2. Sander Groen /  Michaël Llodra (primo turno)

1. Cristian Brandi /  Jairo Velasco, Jr. (primo turno)
2. Devin Bowen /  Jonathan Erlich (ultimo turno)

## Tabellone

### Legenda
| - Q = Qualificato - WC = Wild card - LL = Lucky loser | - ALT = Alternate - SE = Special Exempt - PR = Protected Ranking | - w/o = Walkover - r = Ritirato - d = Squalificato |

### Sezione 1
|  | Primo turno | Primo turno                          | Primo turno                         | Primo turno | Primo turno |  |  | Ultimo turno | Ultimo turno                         | Ultimo turno | Ultimo turno | Ultimo turno |  |
|  |             |                                      |                                     |             |             |  |  |              |                                      |              |              |              |  |
|  | 1           | Albert Portas German Puentes-Alcaniz | 6                                   | 3           | 6           |  |  |              |                                      |              |              |              |  |
|  |             | Tim Crichton Ashley Fisher           | 4                                   | 6           | 1           |  |  | 1            | Albert Portas German Puentes-Alcaniz | 4            | 6            | 6            |  |
|  | 4           | Devin Bowen Jonathan Erlich          | Devin Bowen Jonathan Erlich         | 6           | 7           |  |  | 4            | Devin Bowen Jonathan Erlich          | 6            | 4            | 1            |  |
|  |             | Carlos Cuadrado Didac Perez-Minarro  | Carlos Cuadrado Didac Perez-Minarro | 4           | 6(1)        |  |  |              |                                      |              |              |              |  |

### Sezione 2
|  | Primo turno | Primo turno                        | Primo turno                        | Primo turno | Primo turno |  |  | Ultimo turno                   | Ultimo turno                   | Ultimo turno                   | Ultimo turno | Ultimo turno |  |
|  |             |                                    |                                    |             |             |  |  |                                |                                |                                |              |              |  |
|  |             | Marc López Santiago Ventura        | Marc López Santiago Ventura        | 6           | 6           |  |  |                                |                                |                                |              |              |  |
|  | 2           | Sander Groen Michaël Llodra        | Sander Groen Michaël Llodra        | 3           | 3           |  |  | Marc López Santiago Ventura    | Marc López Santiago Ventura    | Marc López Santiago Ventura    | 4            | 64           |  |
|  |             | Feliciano López Francisco Roig     | Feliciano López Francisco Roig     | 7           | 6           |  |  | Feliciano López Francisco Roig | Feliciano López Francisco Roig | Feliciano López Francisco Roig | 6            | 7            |  |
|  | 3           | Cristian Brandi Jairo Velasco, Jr. | Cristian Brandi Jairo Velasco, Jr. | 5           | 3           |  |  |                                |                                |                                |              |              |  |